# Chiesa di San Francesco alle Scale
La chiesa di San Francesco alle Scale è una chiesa di Ancona, costruita lungo la storica via Pizzecolli (o del Comune) come molti altri importanti edifici storico-artistici della città.

## Storia

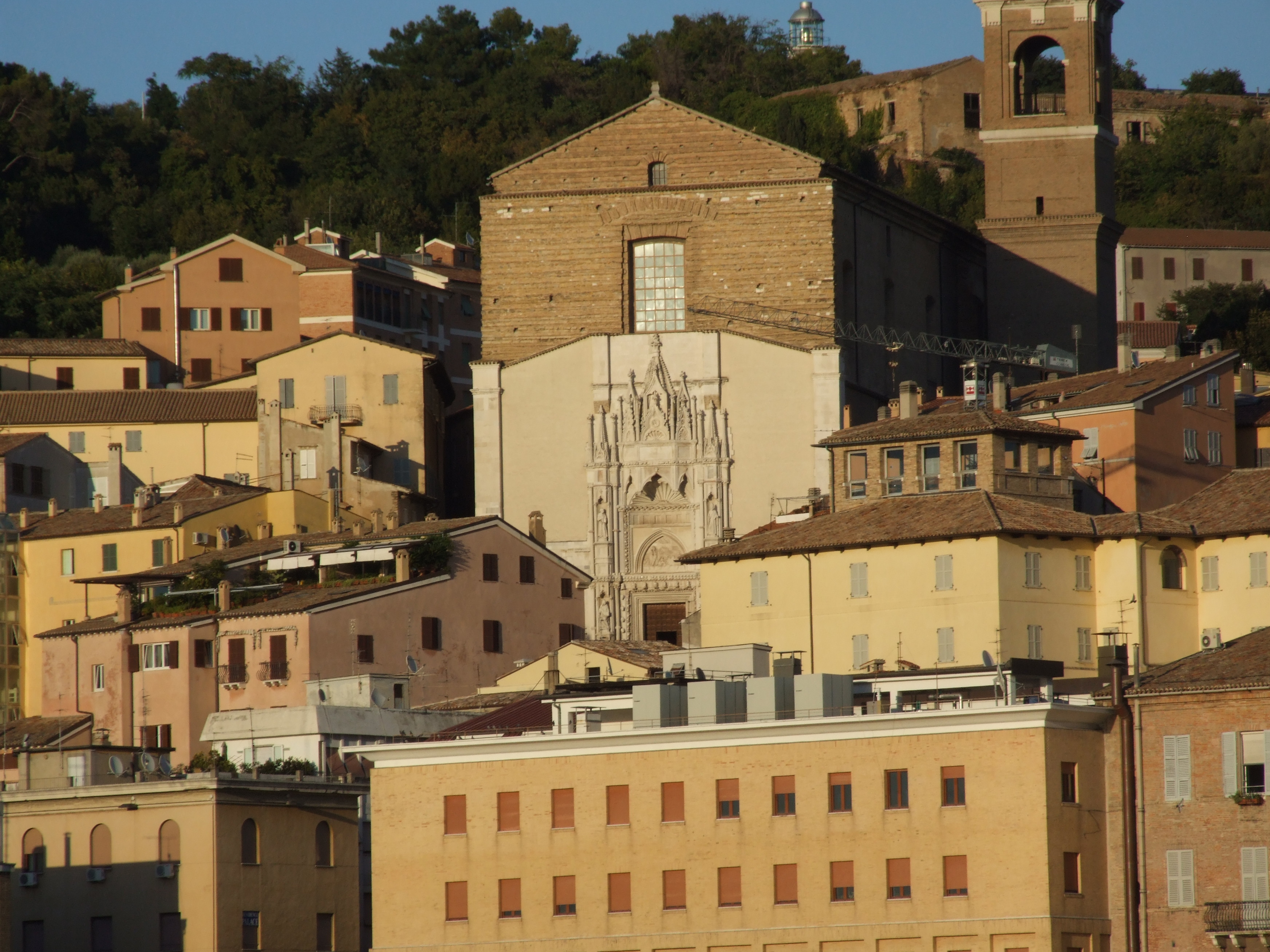
La chiesa inserita nel panorama cittadino, guardante il vecchio porto.

### Origine
La chiesa fu fondata il 14 agosto 1323 dai Francescani e dal vescovo Nicolò degli Ungari, fu in origine dedicata a Santa Maria Maggiore.
Soltanto nel 1447 venne costruita la grande scalinata, che copriva l'intera area dell'attuale Piazza San Francesco, da cui prese la denominazione. La scala fu progettata da Giorgio Orsini da Sebenico e realizzata da mastro Domenico con due rampe da 30 gradini ciascuna

### Interventi di Giorgio Orsini da Sebenico

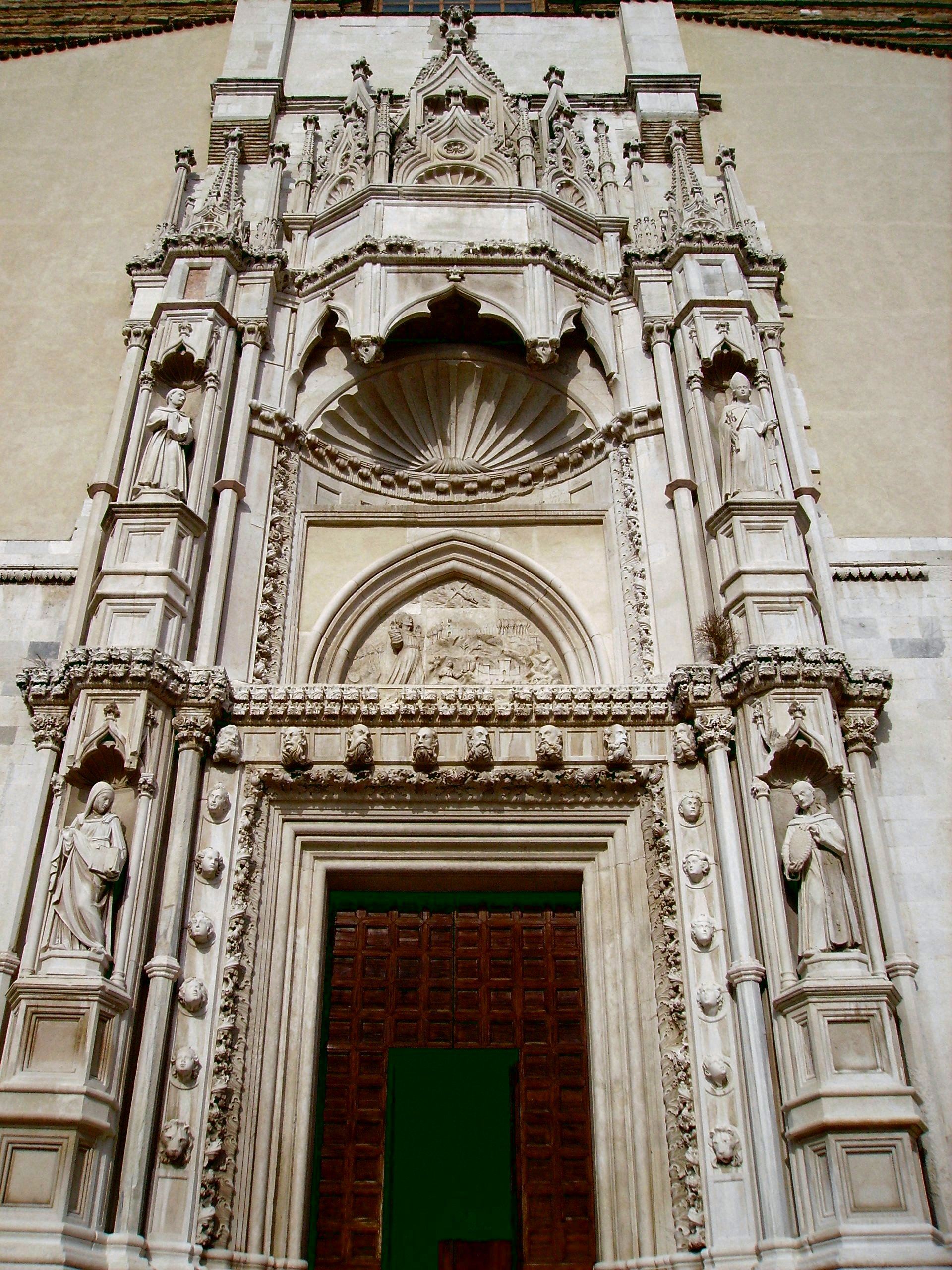
Portale gotico di Giorgio da Sebenico

Nel 1454, Giorgio Orsini da Sebenico realizzò sulla facciata il portale presente ancora oggi, che riecheggia l'impianto architettonico gotico fiorito della Porta della Carta del Palazzo Ducale di Venezia, alla quale l'artista dalmata aveva precedentemente lavorato. Rispetto alla porta veneziana, però, gli elementi gotici perdono qui gran parte della loro funzione strutturale, per divenire semplici elementi decorativi; lo spirito rinascimentale è evidente sia nelle sculture, sia nel portale architravato, sia nello straordinario fregio di venti ritratti scolpiti che emergono dalla pietra, simili a quelli realizzati dallo stesso autore nella cattedrale di San Giacomo a Sebenico. Queste caratteristiche sono quelle tipiche del Rinascimento adriatico.
Sui pilieri l'Orsini ricavò quattro edicole per le quali scolpì altrettante statue di santi francescani: Santa Chiara, San Bernardino da Siena, Sant'Antonio da Padova e San Ludovico d'Angiò. Sopra al portale, chiuso da un arco gotico senza più alcuna funzione strutturale, si ammira il bassorilievo di San Francesco che riceve le stimmate; sopra ad esso spicca un conchiglione emiciclico che sostiene un monumentale baldacchino semiesagonale. Giorgio da Sebenico progettò inoltre una monumentale scalinata d'accesso, che occupava tutto lo spazio della piazza attuale e mostrava la sua attenzione per l'inserimento urbanistico delle opere architettoniche.
L'interno accoglieva un dipinto considerato uno dei capolavori del pittore rinascimentale Nicola di Maestro Antonio d'Ancona, ora esposto al Carnegie Museum of Art di Pittsburgh, nello stato della Pennsylvania negli Stati Uniti. Intorno al 1550 Lorenzo Lotto lasciò a San Francesco un'Assunzione, che ancora domina l'interno della chiesa da dietro l'altare maggiore.

### Manomissioni successive

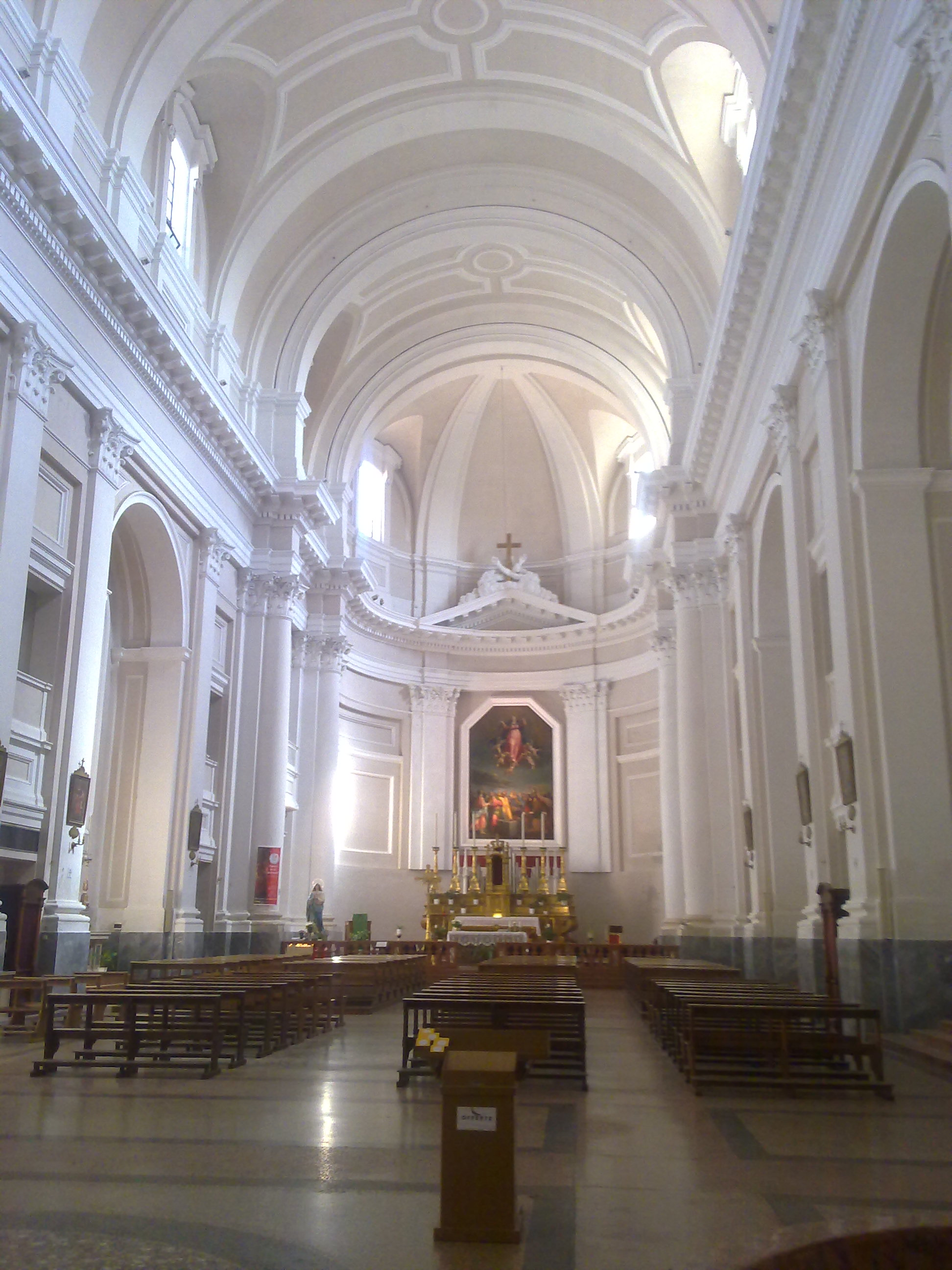
Interno della chiesa. Dietro l'altare si scorge l'Assunzione del Lotto

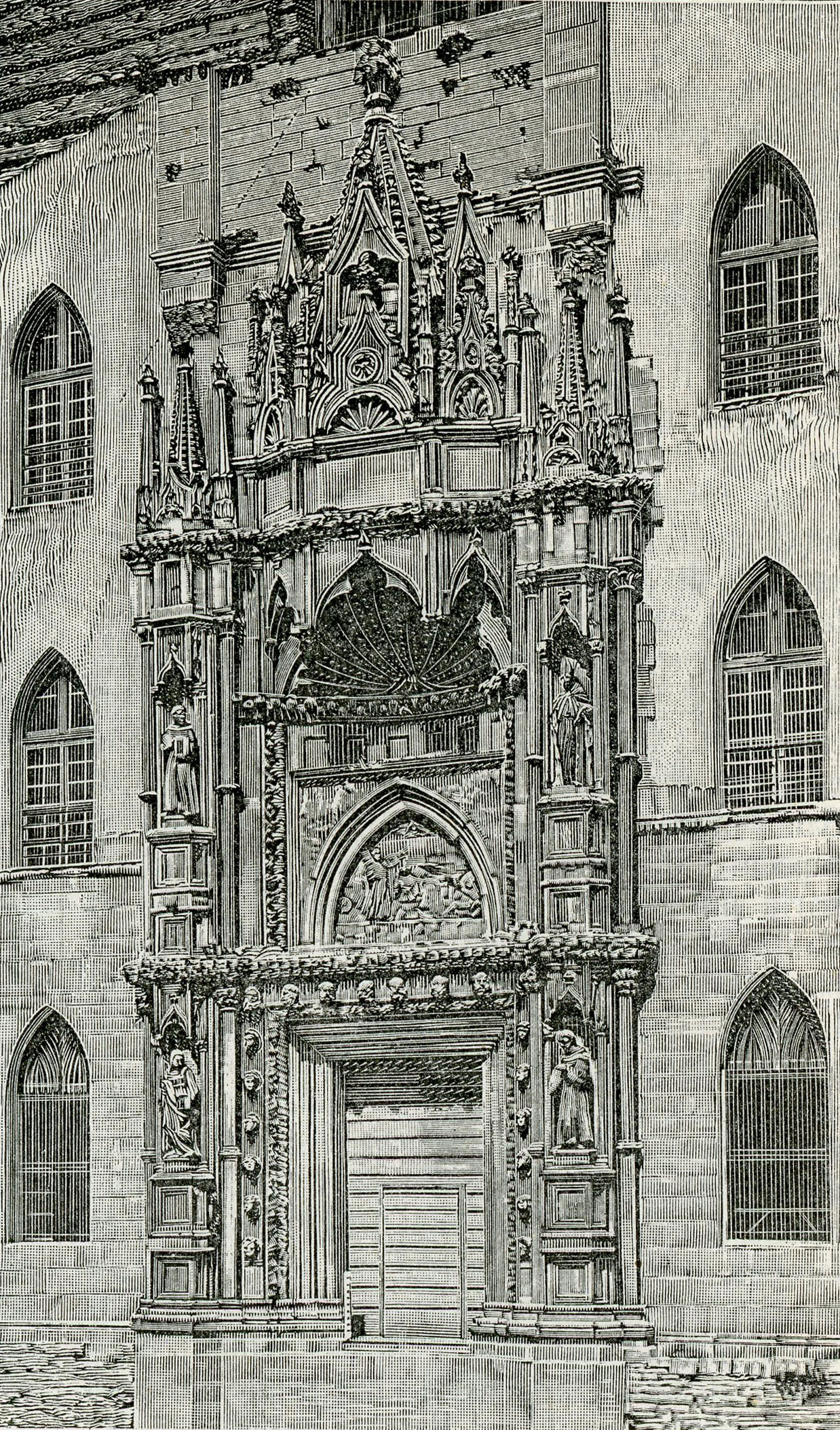
La facciata in una stampa del 1898.

Tra il 1777 ed il 1790 la chiesa venne sopraelevata ed ingrandita, alterando le proporzioni quattrocentesche ed eliminando le trecentesche cappelle minori. Ancor oggi è visibile in facciata lo stacco tra l'altezza originaria (in intonaco chiaro) e la sopraelevazione settecentesca (in mattoni). L'architetto Francesco Maria Ciaraffoni ricostruì anche il convento annesso con i due chiostri.
Nel 1798 il complesso chiesa-convento venne chiuso ed adibito, dopo la parentesi napoleonica, a civico ospedale; alcuni anni dopo, nel 1802, nella speranza di trovare una vena d'acqua, venne sciaguratamente eliminata gran parte della scalinata monumentale quattrocentesca; fu così che ebbe origine l'attuale piazza San Francesco.
Dopo il 1860, conseguentemente alla secolarizzazione del complesso chiesa-convento, questa venne internamente suddivisa in piani e locali ad opera dell'architetto militare Giuseppe Morando con l'apertura in facciata di tre piani di finestre a sesto acuto per dare luce ai nuovi vani, dopodiché il complesso venne adibito a Civico Ospedale fino all'apertura del nuovo Ospedale Civile Umberto I nella nuova zona di espansione urbana fuori Porta Cavour.
Dal 1927 fino al 1944 fu sede della Pinacoteca civica Francesco Podesti e del Museo archeologico nazionale delle Marche; per l'occasione l'originale rampa d'accesso semicircolare venne ricostruita in forme più "moderne" su progetto dell'architetto Italo Garlatti. Il campanile del XVIII secolo crollò nel 1944, durante la Seconda guerra mondiale, a causa di un bombardamento che distrusse anche il convento adiacente.

### Ripristino e riapertura
Dopo la Seconda guerra mondiale, venne dapprima ricostruito il campanile in forme riecheggianti le settecentesche di quello crollato e, demolendo i piani in cui era stato suddiviso lo spazio dell'aula, l'intera chiesa venne ripristinata; furono anche chiuse le finestre aperte dopo il 1860.
Nel 1953, finalmente, San Francesco alle Scale fu riaperta al culto, e divenne sede della parrocchia del Rione di San Pietro, in sostituzione della vicina chiesa di San Pietro, distrutta durante i bombardamenti. Per decenni è stata officiata dai Frati Minori Conventuali, il ui convento è poi stato chiuso. Dal 1994 al 1997 fu effettuato un accurato intervento di restauro del portale, che ora è tornato a mostrare nuovamente il bianco caldo della pietra d'Istria usata da Giorgio da Sebenico.

## L'interno
L'interno, a navata unica e di aspetto settecentesco, è stato liberamente ripristinato nel secondo dopoguerra in occasione della riapertura al culto della chiesa. Esso conserva diverse opere d'arte: il Battesimo di Cristo di Pellegrino Tibaldi fu eseguito tra 1554 e 1556 su commissione del mercante armeno Giorgio Morato per la distrutta Chiesa di Sant'Agostino, con predella smembrata raffigurante la Visitazione (Urbino, Galleria Nazionale delle Marche), la Natività del Battista (Senigallia, collezione privata) e la Decollazione del Battista (Milano, Pinacoteca di Brera).
In chiesa è anche una Gloria in gesso con l'emblema dell'Ordine francescano, di Gioacchino Varlè, e la pala con gli Angeli che trasportano la Santa Casa di Loreto di Andrea Lilli.
L'altare maggiore in legno dorato proviene dalla soppressa chiesa di San Francesco ad Alto. Dietro di esso è la grande pala di Lorenzo Lotto rappresentante l'Assunzione e dipinta nel 1550, uno dei capolavori dell'artista.
All'interno della chiesa è presente anche un altare votivo dedicato ai santi patroni di Fiume voluto dagli esuli istriani.

## Galleria d'immagini

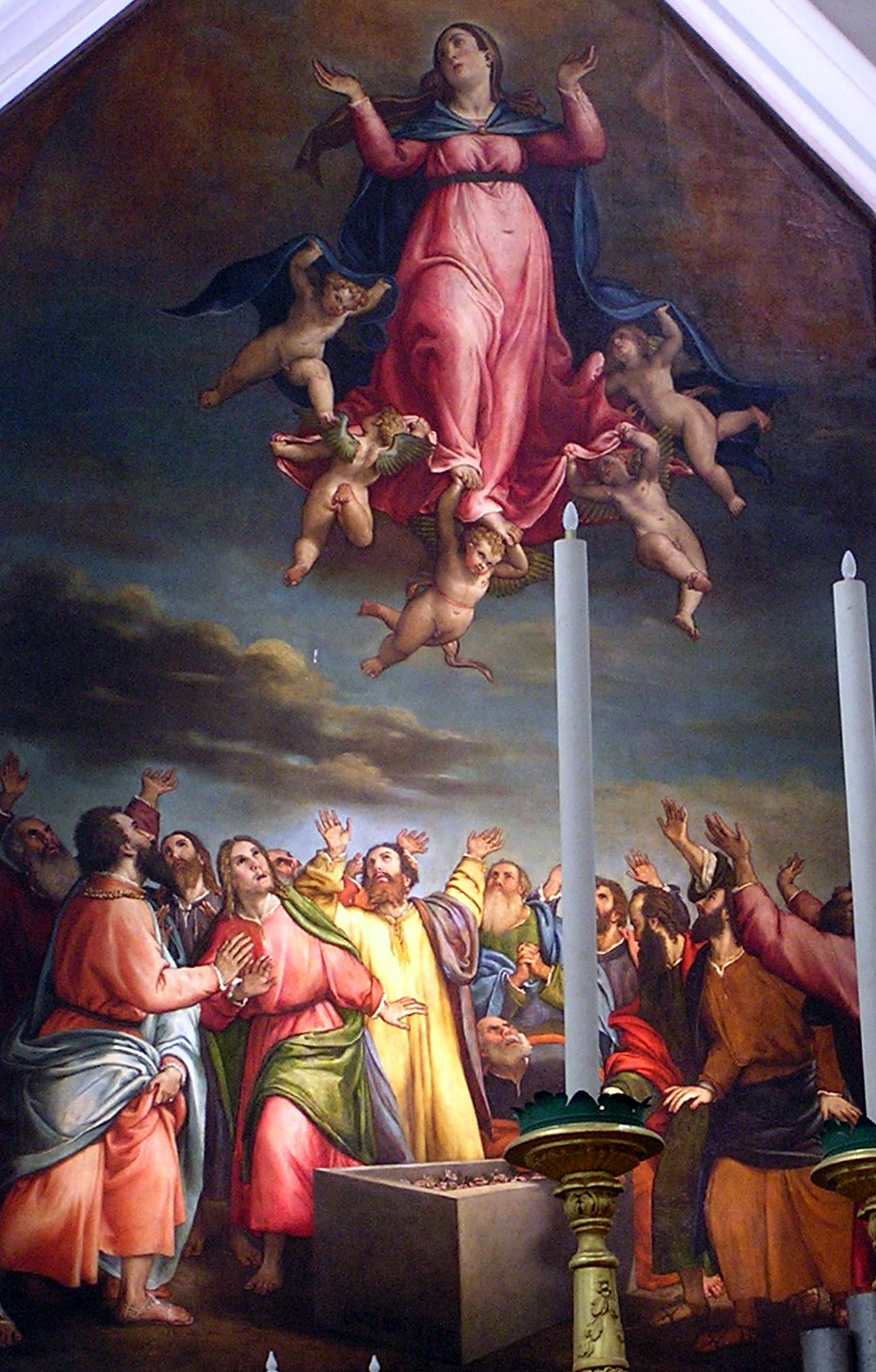
L'Assunzione di Lorenzo Lotto, pala d'altare della chiesa di San Francesco alle Scale
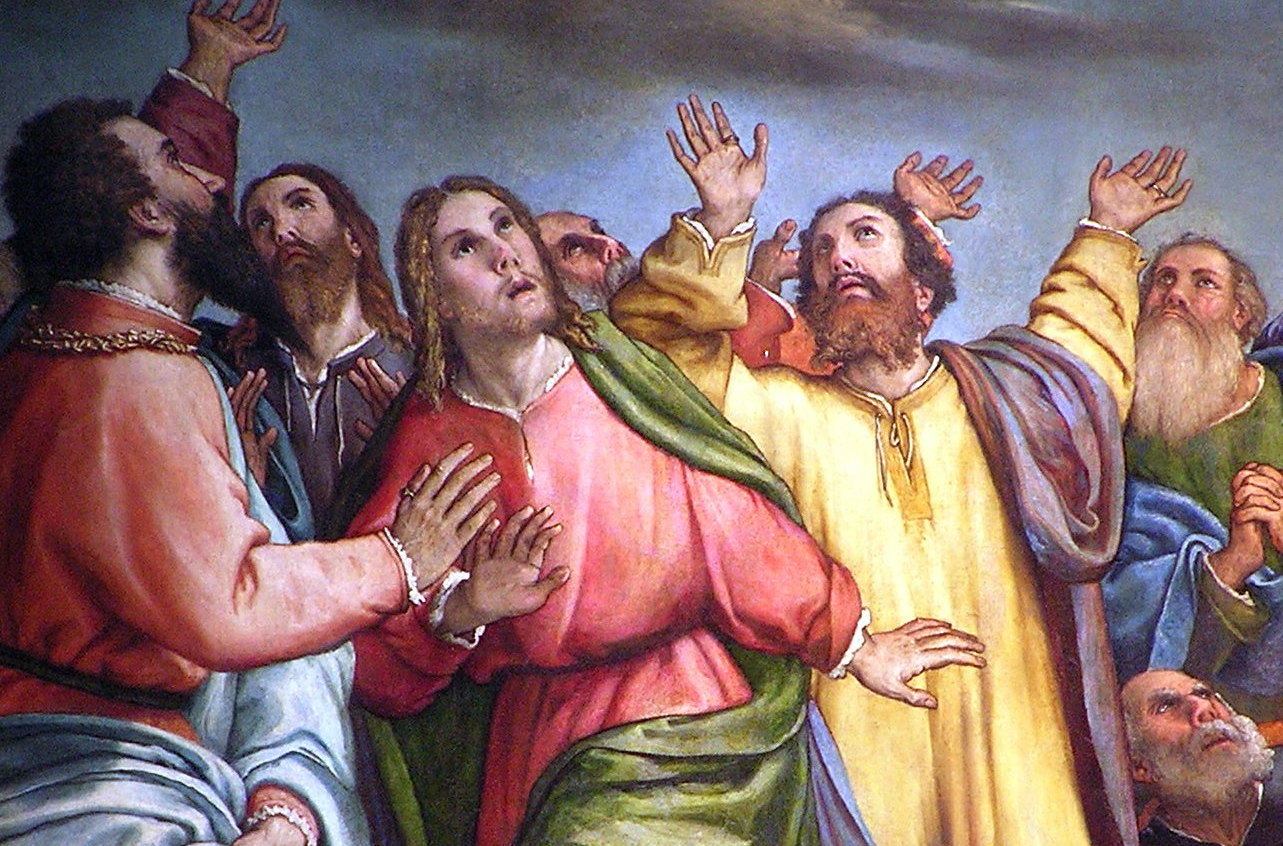
Assunzione: particolare degli apostoli sgomenti per il miracolo
La pala di Nicola di Maestro Antonio d'Ancona, originariamente a San Francesco ed ora al Carnegie Museum of Art di Pittsburgh (1472).
Particolare della pala di Nicola di Maestro Antonio d'Ancona
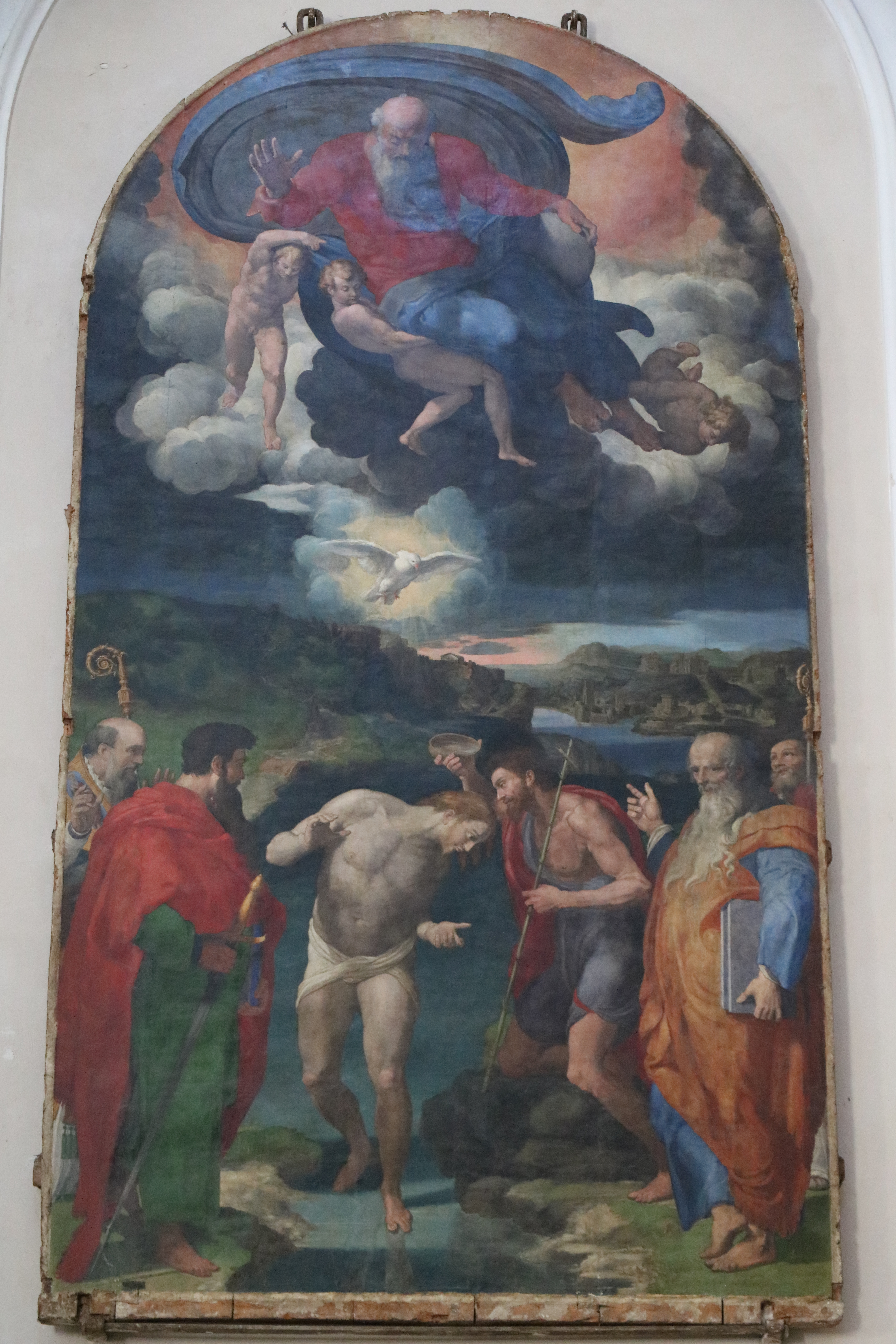
Pellegrino Tibaldi, Battesimo di Gesù
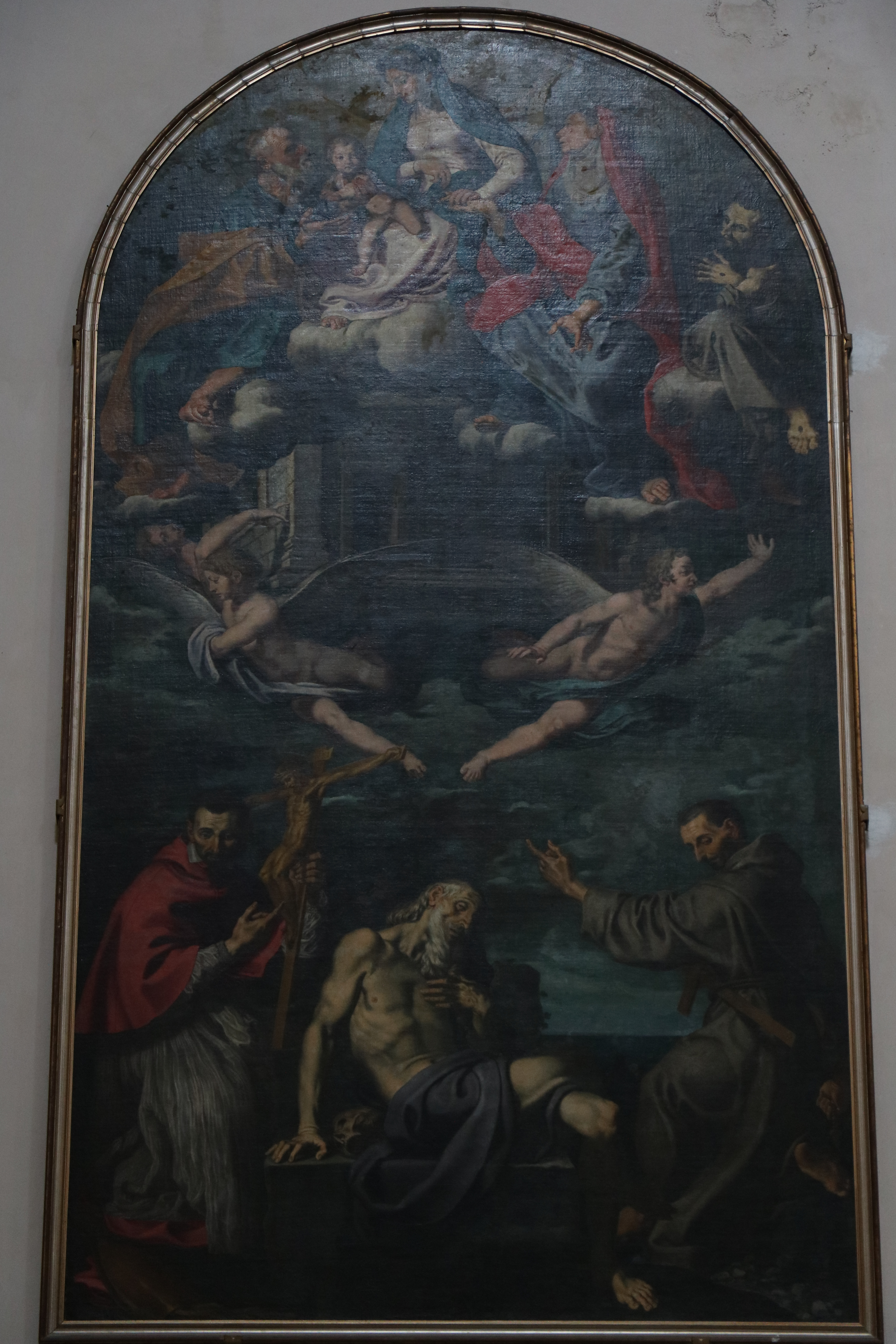
Andrea Lilli, Trasporto della Santa Casa di Loreto
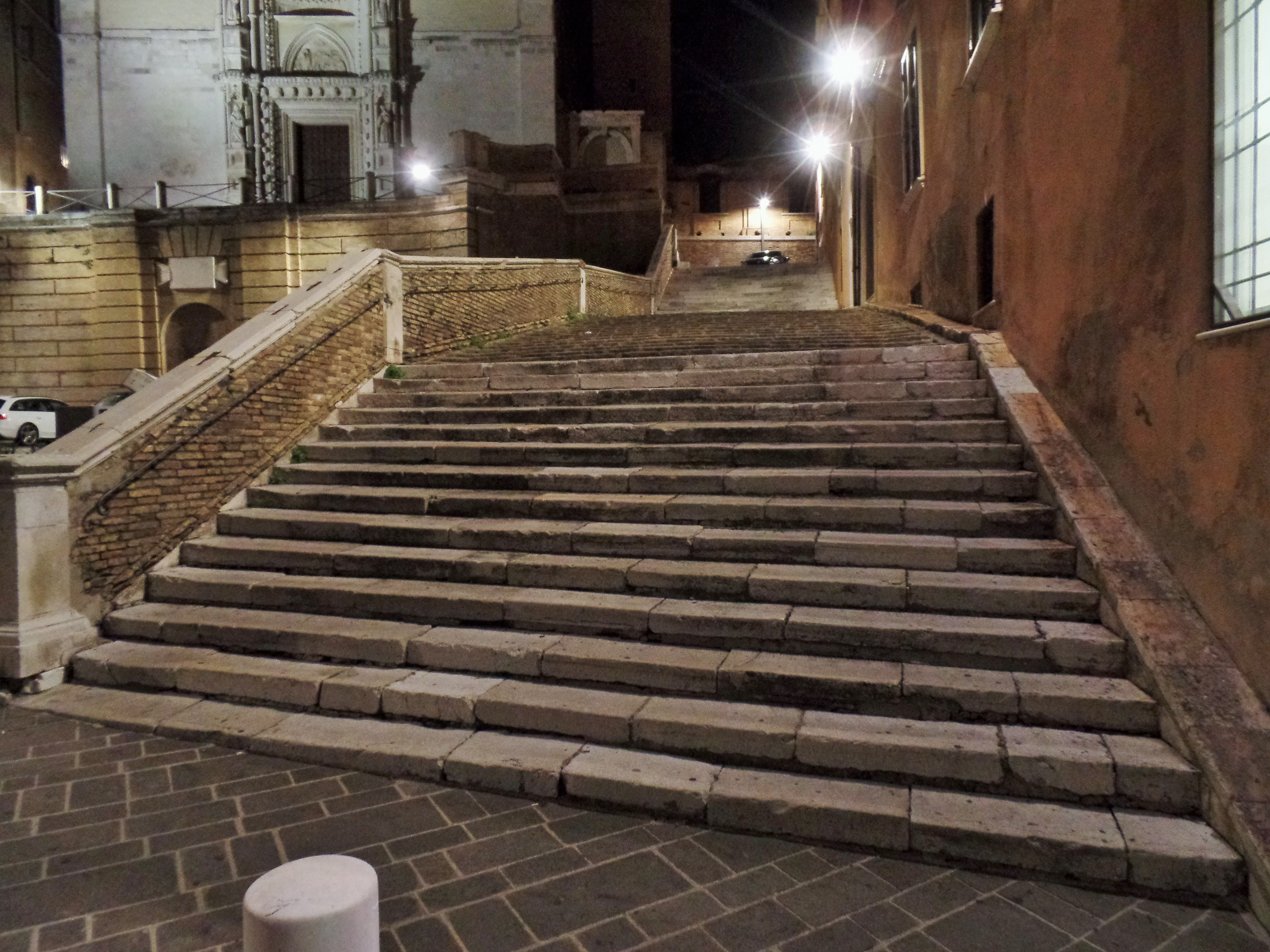
Scalone San Francesco Ancona
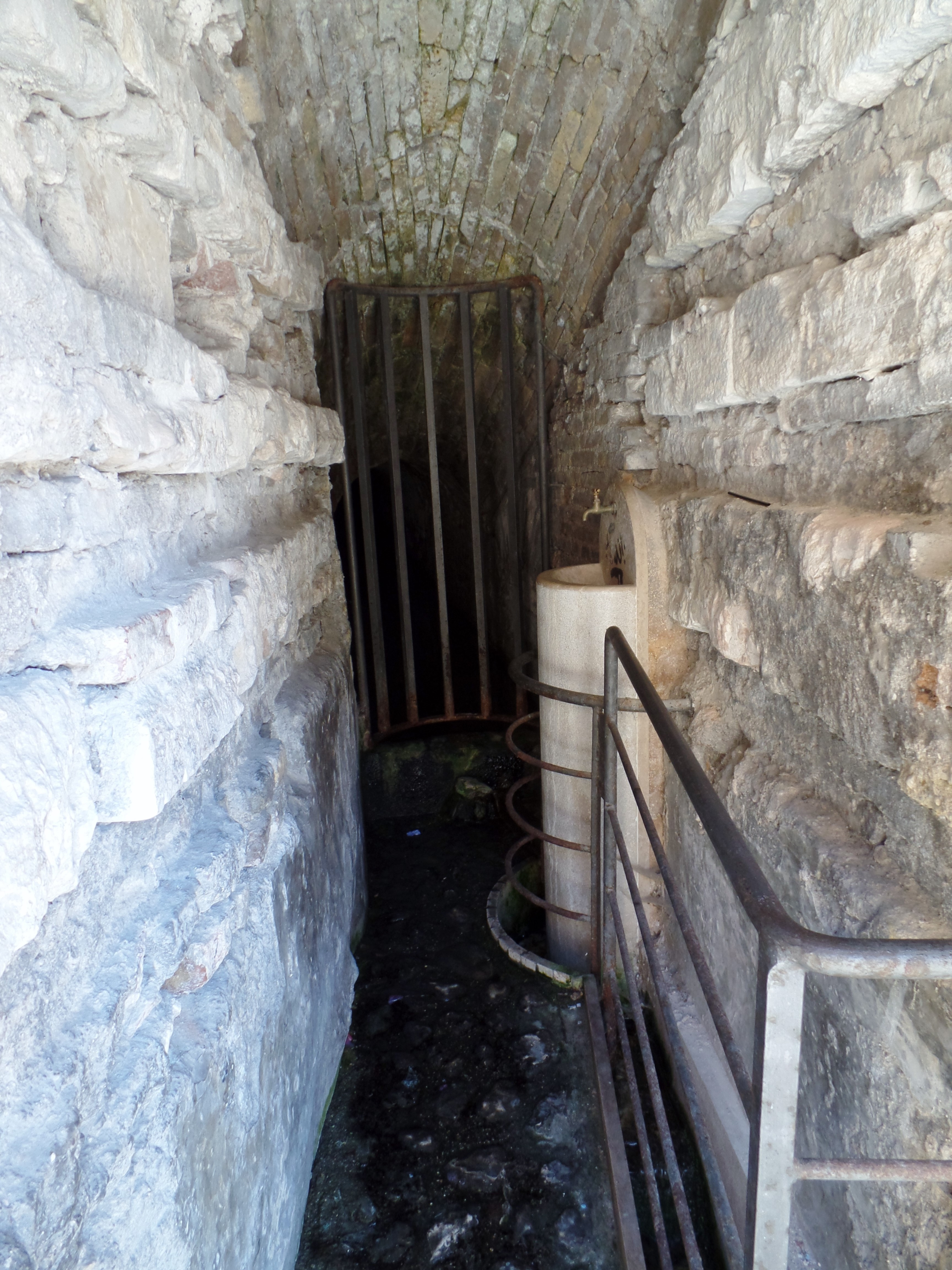
San Francesco alle Scale - Ingresso e vista canale sottostante
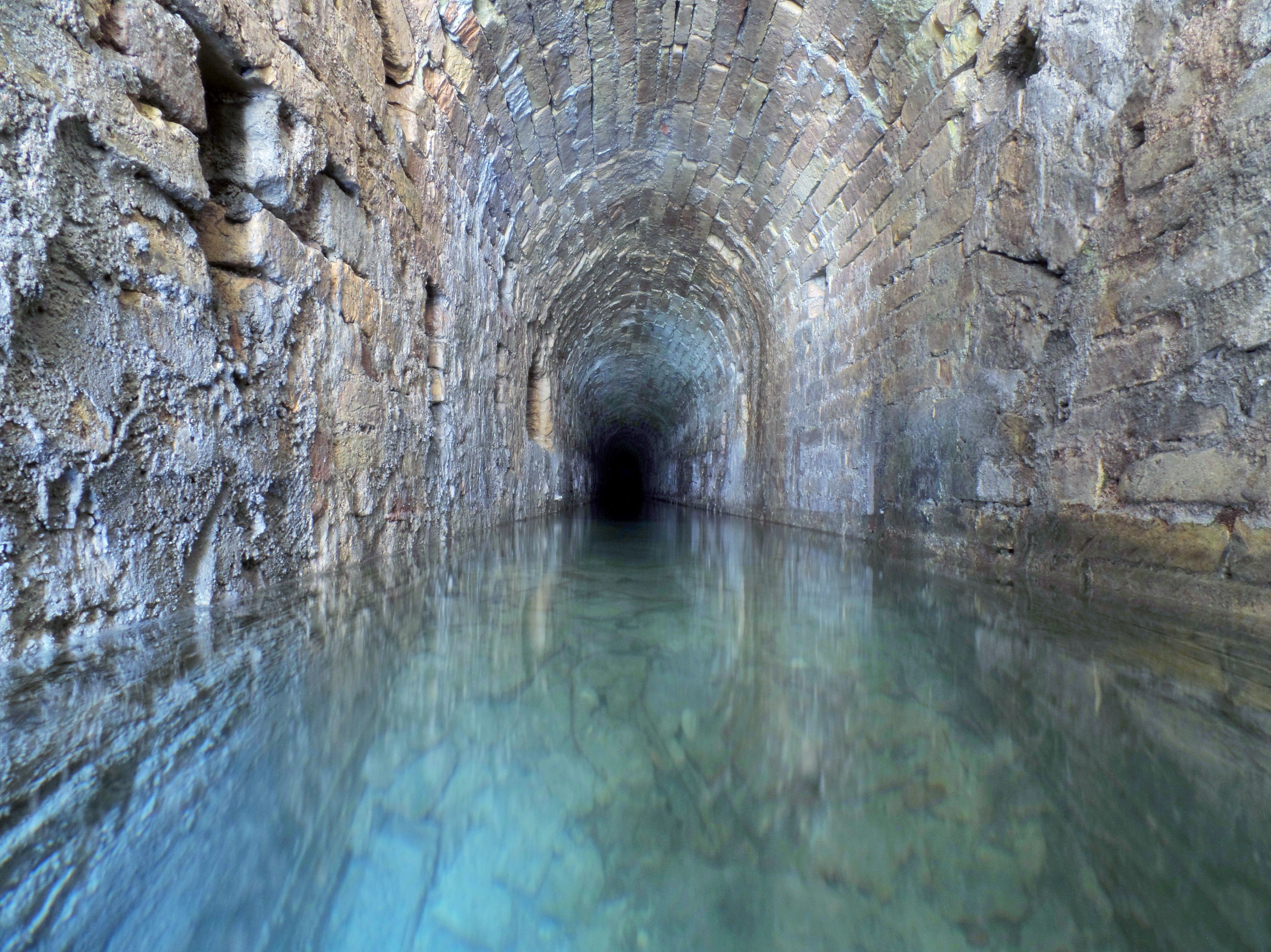
San Francesco alle Scale - canale sottostante